# Галенит
Галенит је природни минерал хемијске формуле PbS, односно, олово-сулфид. Он представља најважнији извор олова. Углавном се добија из лежишта у кречњацима, каквих има у САД-у, западној Европи, Аустралији и Чилеу. Том типу припада и Трепча. Економичности неких од ових лежишта доприноси и присуство сребра.
Обично се јавља у облику савршених коцки, али не искључиво. Такође, често се јавља заједно са другим минералима као што су кварц и пирит. Галенит има савршену цепљивост по пљоснима коцке захваљујући распореду атома олова и сумпора. Поломљена пљосан кристала има много малих „степеника“. Сјај ових кристала је попут сјаја металног олова, а често је и сребрнасте боје. Огреб му је оловносиве боје.